# Consulat général de Pologne à Lille
Le consulat général de Pologne à Lille (polonais : Konsulat Generalny Rzeczypospolitej Polskiej w Lille) était une représentation consulaire de la République de Pologne en France. Il était situé au no 45 boulevard Carnot, à Lille, dans le Nord-Pas-de-Calais.

## Histoire
Ouvert le 10 mars 1923, le consulat de Pologne prend d'abord ses quartiers rue Royale, puis déménage à La Madeleine. C'est en 1931 que l'État polonais fait l'acquisition d'un hôtel particulier situé au no 45 du boulevard Carnot. Devenu trop petit, cet édifice est démoli à la fin des années 1970 pour laisser place au bâtiment actuel.
Le consulat de Pologne à Lille est fermé à la date du 30 juin 2013. Sa compétence territoriale est dévolue à la section consulaire de l'ambassade de Pologne en France à Paris.
Le bâtiment a été acquis par le promoteur Lillois Sofim afin d'en assurer la réhabilitation qui se divise en deux parties. Un projet de création de logements est en cours sur la partie située sur le square Lestibousois avec le concours de l'agence d'architecte Valéri. Tandis que la partie située Boulevard Carnot a été transformée en hôtel **** par l'agence d'architecture OP-EN et le groupe Marc Lelieur.[réf. nécessaire]

## Articles connexes

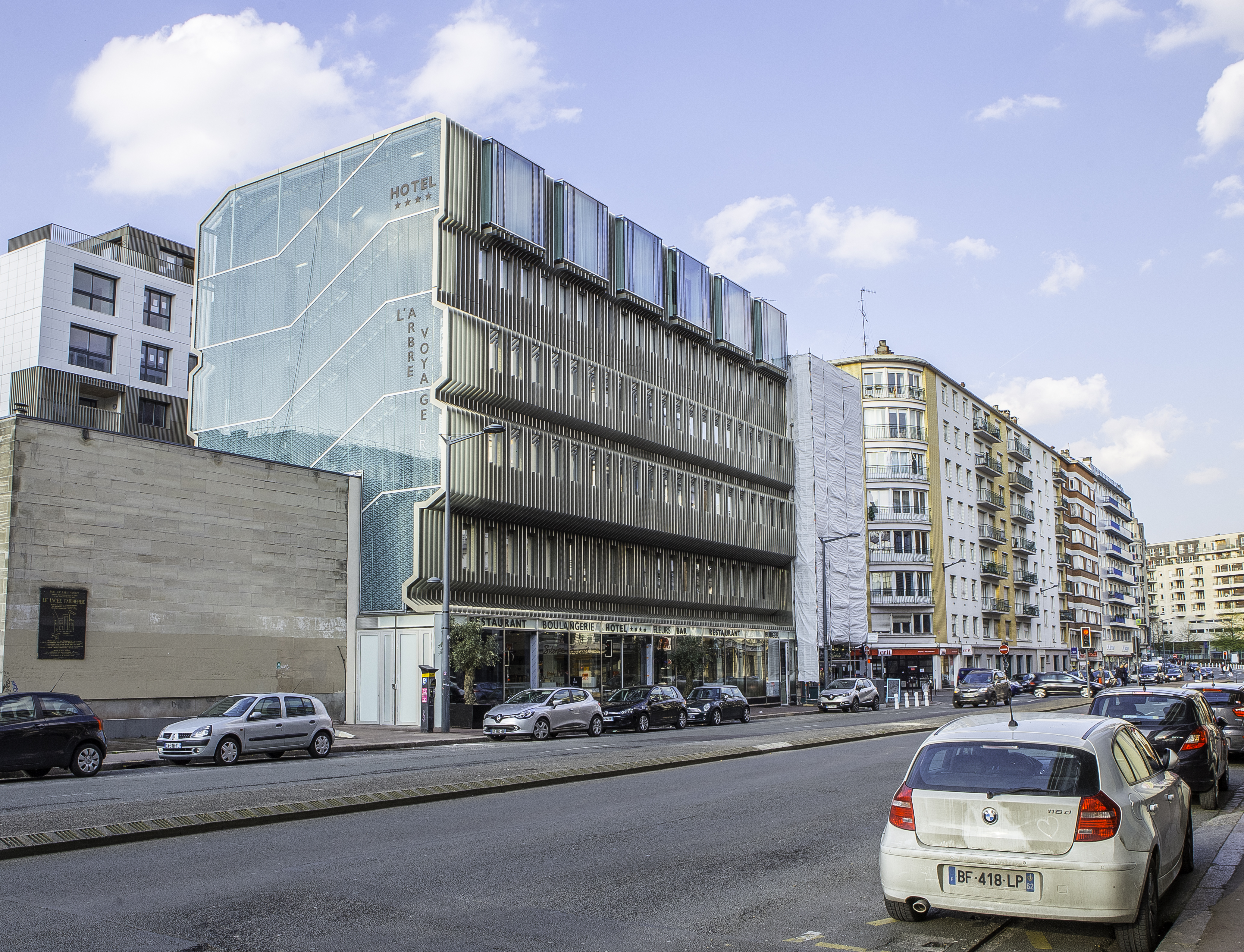
Le bâtiment du no 45 boulevard Carnot en 2017.